# Саутгейт (Кентуккі)
Саутгейт (англ. Southgate) — місто (англ. city) в США, в окрузі Кемпбелл штату Кентуккі. Населення — 3648 осіб (2020).

## Географія
Саутгейт розташований за координатами 39°3′46″ пн. ш. 84°28′40″ зх. д. / 39.06278° пн. ш. 84.47778° зх. д. (39.062872, -84.477684).  За даними Бюро перепису населення США в 2010 році місто мало площу 3,71 км², з яких 3,70 км² — суходіл та 0,01 км² — водойми.

## Демографія
Згідно з переписом 2010 року, у місті мешкали 3803 особи в 1729 домогосподарствах у складі 960 родин. Густота населення становила 1025 осіб/км².  Було 1866 помешкань (503/км²).
Расовий склад населення:
| - 90,4 % — білих - 5,6 % — чорних або афроамериканців - 1,0 % — азіатів - 0,1 % — вихідців з тихоокеанських островів - 0,1 % — корінних американців |

До двох чи більше рас належало 2,2 %. Частка іспаномовних становила 1,5 % від усіх жителів.
За віковим діапазоном населення розподілялося таким чином: 22,8 % — особи молодші 18 років, 65,6 % — особи у віці 18—64 років, 11,6 % — особи у віці 65 років та старші. Медіана віку мешканця становила 32,8 року. На 100 осіб жіночої статі у місті припадало 93,5 чоловіків;  на 100 жінок у віці від 18 років та старших — 89,4 чоловіків також старших 18 років.
Середній дохід на одне домашнє господарство  становив 54 383 долари США (медіана — 48 984), а середній дохід на одну сім'ю — 65 639 доларів (медіана — 52 564). Медіана доходів становила 35 489 доларів для чоловіків та 34 861 долар для жінок. За межею бідності перебувало 17,1 % осіб, у тому числі 29,3 % дітей у віці до 18 років та 8,8 % осіб у віці 65 років та старших.
Цивільне працевлаштоване населення становило 2310 осіб. Основні галузі зайнятості: освіта, охорона здоров'я та соціальна допомога — 25,4 %, мистецтво, розваги та відпочинок — 15,2 %, роздрібна торгівля — 13,5 %, виробництво — 12,7 %.